# ブライアン・ブレアー
ブライアン・ブレアー（B. Brian Blair、1954年1月12日 - ）は、アメリカ合衆国の元プロレスラー。インディアナ州ゲーリー出身。
1980年代を全盛期に、一貫してベビーフェイスのポジションで活動した。WWFにおけるジム・ブランゼルとのタッグチーム、キラー・ビーズ（The Killer Bees）での活躍でも知られる。

## 来歴
ルイビル大学卒業後、ヒロ・マツダのトレーニングを受け、エディ・グラハムが運営するNWAフロリダ地区にて1977年にデビュー。以降、ボブ・ガイゲルの主宰するカンザスシティのNWAセントラル・ステーツ地区や、レロイ・マクガークが管理していたオクラホマのNWAトライステート地区などを転戦。1980年にはマクガークの娘のミシェル・キャサリン・マクガーク（1980年代末から1990年代初頭にかけて、WWF初の女性リングアナウンサーを務めていた "マイク" マクガーク）と結婚したが、後に離婚している。
1981年はフリッツ・フォン・エリックの牛耳るテキサス州ダラスのWCCWに参戦して、キラー・ブルックスやスタン・スタージャックらベテランのヒール勢と対戦。6月にはアル・マドリルと組んでトーナメントに優勝し、NWAアメリカン・タッグ王座を獲得した。1982年はフロリダに戻り、7月11日にジム・ガービンからNWAフロリダ・ヘビー級王座を奪取したが、8月23日にブルーザー・ブロディに敗れタイトルを失っている。
1983年よりWWFに出場し、同年7月にWWFとの提携ルートで新日本プロレスに初来日。同時参加していたディック・マードックやアドリアン・アドニス、アブドーラ・ザ・ブッチャー、兄弟子のポール・オーンドーフともタッグを組み、藤波辰巳、前田日明、長州力、アニマル浜口らと対戦した。新日本には同年10月と翌1984年10月にも再来日している。その後はWWFを一時離れて古巣のフロリダで活動、1985年1月6日にジェシー・バーを破りNWAフロリダ・ヘビー級王座を再び獲得、4月10日にはリック・ルードからNWA南部ヘビー級王座を奪取した。
1985年下期、同じくマツダの弟子であるハルク・ホーガンの提案により、当時全米侵攻を推進させていたWWFにおいて、AWAから移籍してきたジム・ブランゼルとタッグチームを結成。両者ともにファミリーネームの頭文字が "B" であり、機動力を活かした空中戦を得意としていたことから、蜂（ビー）をイメージしたキャラクターとしてキラー・ビーズのチーム名が与えられた。黒と黄色の縞模様のショートタイツを履き、対戦相手を混乱させるため状況に応じて覆面レスラーに変身するなどの演出で子供たちの支持を獲得。WWF世界タッグ王座への戴冠は果たせなかったものの、ハート・ファウンデーション（ブレット・ハート、ジム・ナイドハート）、ドリーム・チーム（ブルータス・ビーフケーキ、グレッグ・バレンタイン、ディノ・ブラボー）、ファンク・ファミリー（テリー・ファンク、ホス・ファンク、ジミー・ジャック・ファンク）などヒールのユニットと抗争を展開した。
1988年8月にWWFを離脱し、以降は各地のインディー団体を転戦。1992年3月にはキラー・ビーのリングネームで新日本プロレスに久々に登場した。1994年にはカリフォルニア州マリナ・デル・レイのUWFでブランゼルとキラー・ビーズを再結成。 1998年にはホームタウンのフロリダにて、インディー版として復活したNWAフロリダ・タッグ王座をスティーブ・カーンとのコンビで獲得、2000年にもブッチ・ミラーとルーク・ウィリアムスのザ・ブッシュワッカーズを相手に同王座を争った。2001年10月7日にはカーン、ドリー・ファンク・ジュニア、ボブ・バックランドと共に、藤波辰爾の自主興行『無我』の後楽園ホール大会に来日、12日と13日の新日本プロレスの興行にも残留参戦した。
引退後は2004年11月にタンパのカウンティ・コミッショナーに選出されるなど、フロリダの郡会議員となって活動している。フロリダのインディー団体にも時折出場しており、2012年3月31日にマイアミビーチで行われたプロレスリング・スーパースターズ主催の "Tribute To Championship Wrestling From Florida" では、メインイベントの8人タッグチーム・エリミネーション・マッチにおいてマイク・グラハム、カルロス・コロン、ラニー・ポッフォと組み、マスクド・スーパースター、ロン・バス、ラリー・ズビスコ、ゲーリー・ロイヤル組と対戦した。
2015年4月には、姪のチェルシー・ダイヤモンドがスターダムに参戦した。

## 得意技
- ビー・スティンガー（Bee Stinger）
- ドロップキック
- スリーパーホールド
- ボストンクラブ
- ブレーンバスター

## 獲得タイトル
チャンピオンシップ・レスリング・フロム・フロリダ
- NWA南部ヘビー級王座（フロリダ版）：1回[8]
- NWAフロリダ・ヘビー級王座：2回[5]
- NWAフロリダ・タッグ王座：2回（w / スティーブ・カーン、ケビン "サイボーグ" ドノフリオ）[12]

ワールド・クラス・チャンピオンシップ・レスリング
- NWAアメリカン・タッグ王座：1回（w / アル・マドリル）[4]

ナショナル・レスリング・リーグ
- NWLタッグ王座：1回（w / ポール・オーンドーフ）

ユニバーサル・レスリング・フェデレーション
- UWFタッグ王座：1回（w / ジム・ブランゼル）